# 2015-ös Vuelta ciclista a España
A 2015-ös Vuelta ciclista a España a 70. versenysorozatában, augusztus 22-én a spanyol Puerto Banús-Marbella-ban rendezett 7,4 km-es csapat-időfutammal kezdődött. (Ezt a szakaszt neutralizálták a pálya veszélyessége miatt azaz a versenyzők letekerték a távot de az eredményeket nem számolták bele az összetett eredménybe.) és utolsó szakasza Madridban ért véget szeptember 13-án. 22 csapat (17 World Tour csapat és 5 meghívott pro continental csapat) 198 versenyzővel vett részt.

## Részt vevő csapatok
World Tour csapatok:
- AG2R La Mondiale (ALM)
- Astana Pro Team (AST)
- BMC Racing Team (BMC)
- Team Cannondale–Garmin (CAN)
- Etixx–Quick Step (EQS)
- FDJ (FDJ)
- Team Giant–Alpecin (TGA)
- IAM Cycling (IAM)
- Katyusa (KAT)
- Lampre–Merida (LAM)
- Team Lotto NL–Jumbo (TLJ)
- Lotto Soudal (LTS)
- Movistar Team (MOV)
- Orica–GreenEDGE (OGE)
- Team Sky (SKY)
- Team Tinkoff–Saxo (TCS)
- Trek Factory Racing (TFR)

pro continental csapatok:
- Caja Rural-Seguros RGA
- Cofidis
- Colombia
- MTN-Qhubeka
- Team Europcar

## Szakaszok
| 1  | augusztus 22.  | Puerto Banús-Marbella – Puerto Banús-Marbella | BMC Racing Team            |           |           |           |
| 2  | augusztus 23.  | Alhaurín de la Torre – Caminito del Rey       | Johan Esteban Chaves (COL) |           |           |           |
| 3  | augusztus 24.  | Mijas – Málaga                                | Peter Sagan (SVK)          |           |           |           |
| 4  | augusztus 25.  | Estepona – Vejer de la Frontera               | Alejandro Valverde (ESP)   |           |           |           |
| 5  | augusztus 26.  | Rota – Alcalá de Guadaíra                     | Caleb Ewan (AUS)           |           |           |           |
| 6  | Augusztus 27.  | Córdoba – Sierra de Cazorla                   | Johan Esteban Chaves (COL) |           |           |           |
| 7  | augusztus 28.  | Jódar – La Alpujarra                          | Bert-Jan Lindeman (NED)    |           |           |           |
| 8  | augusztus 29.  | Puebla de Don Fadrique – Murcia               | Jasper Stuyven (BEL)       |           |           |           |
| 9  | augusztus 30.  | Torrevieja – Cumbre del So                    | Tom Dumoulin (NED)         |           |           |           |
| 10 | augusztus 31.  | Valencia – Castellón de la Plana              | Kristian Sbaragli (ITA)    |           |           |           |
|    | szeptember 1.  | Pihenőnap                                     | Pihenőnap                  | Pihenőnap | Pihenőnap | Pihenőnap |
| 11 | szeptember 2.  | Andorra la Vella – Cortals d'Encamp           | Mikel Landa (ESP)          |           |           |           |
| 12 | szeptember 3.  | Escaldes-Engordany – Lleida                   | Danny van Poppel (NED)     |           |           |           |
| 13 | szeptember 4.  | Calatayud – Tarazona                          | Nelson Oliveira (POR)      |           |           |           |
| 14 | szeptember 5.  | Vitoria-Gasteiz – Fuente del Chivo            | Alessando De Marchi (ITA)  |           |           |           |
| 15 | szeptember. 6. | Comillas – Sotres                             | Joaquim Rodríguez (ESP)    |           |           |           |
| 16 | szeptember 7.  | Luarca – Ermita del Alba                      | Fränk Schleck (LUX)        |           |           |           |
|    | szeptember 8.  | Pihenőnap                                     | Pihenőnap                  | Pihenőnap | Pihenőnap | Pihenőnap |
| 17 | szeptember 9.  | Burgos – Burgos                               | Tom Dumoulin (NED)         |           |           |           |
| 18 | szeptember 10. | Roa de Duero – Riaza                          | Nicolas Roche (IRE)        |           |           |           |
| 19 | szeptember 11. | Medina del Campo – Ávila                      | Alexis Gougeard (FRA)      |           |           |           |
| 20 | szeptember 12. | San Lorenzo de El Escorial – Cercedilla       | Rubén Plaza (ESP)          |           |           |           |
| 21 | szeptember 13. | Alcalá de Henares – Madrid                    | John Degenkolb (GER)       |           |           |           |

## Végeredmény

### Összetett
|    | Versenyző                  | Idő        |
| -- | -------------------------- | ---------- |
| 1  | Fabio Aru (ITA)            | 85h 36' 13 |
| 2  | Joaquim Rodríguez (ESP)    | + 0' 57"   |
| 3  | Rafal Majka (POL)          | + 01' 09   |
| 4  | Nairo Quintana (COL)       | + 01' 42   |
| 5  | Johan Esteban Chaves (COL) | + 03' 10   |
| 6  | Tom Dumoulin (NED)         | + 03' 46   |
| 7  | Alejandro Valverde (ESP)   | + 06' 47   |
| 8  | Mikel Nieve (ESP)          | + 07' 06   |
| 9  | Daniel Moreno (ESP)        | + 07' 12   |
| 10 | Louis Meintjes (RSA)       | + 10' 26   |

### Pontverseny
|    | Versenyző                  | Pontszám |
| -- | -------------------------- | -------- |
| 1  | Alejandro Valverde (ESP)   | 118      |
| 2  | Joaquim Rodríguez (ESP)    | 116      |
| 3  | Johan Esteban Chaves (COL) | 108      |
| 4  | Tom Dumoulin (NED)         | 105      |
| 5  | Nicolas Roche (IRE)        | 97       |
| 6  | Fabio Aru (ITA)            | 97       |
| 7  | John Degenkolb (GER)       | 93       |
| 8  | Rafal Majka (POL)          | 89       |
| 9  | Nairo Quintana (COL)       | 84       |
| 10 | Rojas Gil (ESP)            | 76       |

### Hegyi verseny
|    | Versenyző                  | Pontszám |
| -- | -------------------------- | -------- |
| 1  | Omar Fraile (ESP)          | 82       |
| 2  | Ruben Plaza Molina (ESP)   | 63       |
| 3  | Fränk Schleck (LUX)        | 30       |
| 4  | Alessandro De Marchi (ITA) | 28       |
| 5  | Mikel Landa Meana (ESP)    | 25       |
| 6  | Jose Goncalves (POR)       | 24       |
| 7  | Torres Agudelo (COL)       | 22       |
| 8  | Pierre Rolland (FRA)       | 20       |
| 9  | Rojas Gil (ESP)            | 19       |
| 10 | Mikael Cherel (FRA)        | 18       |